# Фридерика фон Вюртемберг
Фридерика Елизабет Амалия Августа фон Вюртемберг (на немски: Friederike Elisabeth Amalie Auguste von Württemberg; * 27 юли 1765 в Трептов, Полша; † 24 ноември 1785 в Ойтин или във Виена) е херцогиня от Вюртемберг и чрез женитба принцеса на Олденбург.
Тя е дъщеря, седмото дете на херцог Фридрих Евгений II фон Вюртемберг (1732 – 1797) и съпругата му маркграфиня Фридерика Доротея фон Бранденбург-Швет (1736 – 1798), дъщеря на маркграф Фридрих Вилхелм фон Бранденбург-Швет и София Доротея Мария Пруска. Фридерика Елизабет е сестра на Фридрих I Вилхелм Карл (1754 – 1816), от 1806 г. първият крал на Вюртемберг, на Лудвиг фон Вюртемберг (1756 – 1817), прадядо на Мария фон Тек, бабата на британската кралица Елизабет II, на Мария Фьодоровна (София-Доротея) (1759 – 1828), омъжена 1776 г. за Павел I, император на Русия (1754 – 1801), и на Елизабет (1767 – 1790), омъжена 1788 г. за Франц II (1768 – 1835), бъдещ император.
Фридерика умира на двадесет години от рак на гърдата, почти един месец след раждането на третото си мъртвородено дете.

## Фамилия
Фридерика се омъжва на 6 юни 1781 г. в Château d'Etupes за принц Петер I фон Олденбург (1755 – 1829), княз-епископ на Любек (1785 – 1803), принц-регент на херцогство Олденбург и бъдещ първи велик херцог на Олденбург (1823 – 1829), най-малкият син на принц Георг Лудвиг фон Шлезвиг-Холщайн-Готорп (1719 – 1763) и на София Шарлота фон Шлезвиг-Холщайн-Зондербург-Бек (1722 – 1763). Той е братовчед на царица Екатерина II Велика и племенник на шведския крал Адолф Фридрих. Те имат децата:
- Паул Фридрих Август I (1783 – 1853), велик херцог на Олденбург
- Георг (1784 – 1812), женен 1809 г. за руската велика княгиня Екатерина Павловна (1788 – 1819)
- син (*/† 2 октомври 1785)